# Еран (Кальвадос)
Ера́н (фр. Airan) — колишній муніципалітет у Франції, у регіоні Нормандія, департамент Кальвадос. Населення — 688 осіб (2011).
Муніципалітет був розташований на відстані близько 185 км на захід від Парижа, 19 км на південний схід від Кана.

## Історія
До 2015 року муніципалітет перебував у складі регіону Нижня Нормандія. Від 1 січня 2016 року належав до нового об'єднаного регіону Нормандія.
1-1-2017 Еран, Бії, Контвіль, Ф'єрвіль-Бре i Пуссі-ла-Кампань було об'єднано в новий муніципалітет Валамбре.

## Демографія
Динаміка населення (INSEE ):
Розподіл населення за віком та статтю (2006):
| Стать | Всього | До 15 років | 15-24 | 25-44 | 45-64 | 65-85 | Понад 85 |
| --- | ------ | ----------- | ----- | ----- | ----- | ----- | -------- |
| Чоловіки | 294    | 50          | 46    | 62    | 108   | 28    | 0        |
| Жінки | 305    | 69          | 24    | 77    | 100   | 31    | 4        |
| \| Статево-вікова піраміда \| Статево-вікова піраміда \| Статево-вікова піраміда \| \| ----------------------- \| ----------------------- \| ----------------------- \| \| Чоловіки \| Вік \| Жінки \| \| 0 \| 85 + \| 4 \| \| 8 \| 80-84 \| 12 \| \| 8 \| 75-79 \| 4 \| \| 0 \| 70-74 \| 15 \| \| 12 \| 65-69 \| 0 \| \| 15 \| 60-64 \| 15 \| \| 27 \| 55-59 \| 23 \| \| 23 \| 50-54 \| 39 \| \| 43 \| 45-49 \| 23 \| \| 8 \| 40-44 \| 19 \| \| 19 \| 35-39 \| 19 \| \| 35 \| 30-34 \| 12 \| \| 0 \| 25-29 \| 27 \| \| 23 \| 20-24 \| 12 \| \| 23 \| 15-20 \| 12 \| \| 12 \| 10-14 \| 23 \| \| 15 \| 5-9 \| 31 \| \| 23 \| 0-4 \| 15 \| |        |             |       |       |       |       |          |
| Статево-вікова піраміда |        |             |       |       |       |       |          |
| Чоловіки | Вік    | Жінки       |       |       |       |       |          |
| 0 | 85 +   | 4           |       |       |       |       |          |
| 8 | 80-84  | 12          |       |       |       |       |          |
| 8 | 75-79  | 4           |       |       |       |       |          |
| 0 | 70-74  | 15          |       |       |       |       |          |
| 12 | 65-69  | 0           |       |       |       |       |          |
| 15 | 60-64  | 15          |       |       |       |       |          |
| 27 | 55-59  | 23          |       |       |       |       |          |
| 23 | 50-54  | 39          |       |       |       |       |          |
| 43 | 45-49  | 23          |       |       |       |       |          |
| 8 | 40-44  | 19          |       |       |       |       |          |
| 19 | 35-39  | 19          |       |       |       |       |          |
| 35 | 30-34  | 12          |       |       |       |       |          |
| 0 | 25-29  | 27          |       |       |       |       |          |
| 23 | 20-24  | 12          |       |       |       |       |          |
| 23 | 15-20  | 12          |       |       |       |       |          |
| 12 | 10-14  | 23          |       |       |       |       |          |
| 15 | 5-9    | 31          |       |       |       |       |          |
| 23 | 0-4    | 15          |       |       |       |       |          |

## Економіка
2010 року серед 463 осіб працездатного віку (15—64 років) 337 були активними, 126 — неактивними (показник активності 72,8%, у 1999 році було 67,2%). З 337 активних мешканців працювала 291 особа (157 чоловіків та 134 жінки), безробітними було 46 (23 чоловіки та 23 жінки). Серед 126 неактивних 33 особи були учнями чи студентами, 60 — пенсіонерами, 33 були неактивними з інших причин.
2010 року в муніципалітеті нараховувалось 252 оподатковані домогосподарства, у яких проживали 709,5 особи, медіана доходів виносила 18 597 євро на одного особоспоживача